# Cantonul Montmédy
Cantonul Montmédy este un canton din arondismentul Verdun, departamentul Meuse, regiunea Lorena, Franța.

## Comune
- Avioth
- Azannes-et-Soumazannes
- Bazeilles-sur-Othain
- Brandeville
- Bréhéville
- Breux
- Chaumont-devant-Damvillers
- Chauvency-le-Château
- Chauvency-Saint-Hubert
- Damvillers
- Delut
- Dombras
- Écouviez
- Écurey-en-Verdunois
- Étraye
- Flassigny
- Gremilly
- Han-lès-Juvigny
- Iré-le-Sec
- Jametz
- Lissey
- Juvigny-sur-Loison
- Louppy-sur-Loison
- Marville
- Merles-sur-Loison
- Moirey-Flabas-Crépion
- Montmédy
- Quincy-Landzécourt
- Peuvillers
- Remoiville
- Réville-aux-Bois
- Romagne-sous-les-Côtes
- Rupt-sur-Othain
- Thonne-la-Long
- Thonne-les-Près
- Thonne-le-Thil
- Thonnelle
- Velosnes
- Verneuil-Grand
- Verneuil-Petit
- Vigneul-sous-Montmédy
- Villécloye
- Ville-devant-Chaumont
- Vittarville
- Wavrille